# Дельфин (оружие)
Дельфи́н — античное оружие морского боя. Судя по довольно немногочисленным сохранившимся описаниям, представляло собой массивный груз, по форме несколько напоминавший дельфина (отсюда название). В морском бою при сближении с кораблём противника «дельфин» сбрасывался на его палубу или днище и пробивал их, или ломал скамейки гребцов.
«Дельфин» мог быть бронзовым, каменным или свинцовым. Он имел коническую, или продолговатую форму с заостренным концом, сбрасывался же он с помощью специальной поворотной грузовой стрелы. Кроме того, «дельфин» мог крепиться на рее и сбрасываться, когда рангоут нависал над кораблем противника при сближении борт о борт. Удара «дельфина» хватало, чтобы проломить доски палубы или днища толщиной 4-6 см. Образовавшаяся пробоина, как правило, приводила к быстрой гибели корабля ввиду невозможности её быстрой заделки в условиях боя.
Однако «дельфин» играл, по-видимому, сравнительно небольшую, вспомогательную роль в морском бою. Считается, что он мог быть полностью эффективен только против беспалубных судов, поскольку лишь в этом случае он мог пробить днище, а не только палубу, что не было сильным повреждением. Таким образом, «дельфин» мог использоваться лишь против таких судов, как либурна (типичный корабль, использовавшийся античными пиратами), но не при столкновении с крупным боевым кораблем. По этой причине «дельфин» был, видимо, скорее оружием торговых судов, не имевших иного вооружения. Основным же оружием боевых кораблей в античное время считался таран, а тактическим приёмом — абордаж.
«Дельфин» упоминается в комедии Аристофана «Всадники»:
Только будь осторожен! И прежде, чем он на тебя нападёт,

наготове и багры, и крюки, и дельфинов держи...